# Pseudocharopinus concavus
Pseudocharopinus concavus är en kräftdjursart som först beskrevs av C. B. Wilson 1913.  Pseudocharopinus concavus ingår i släktet Pseudocharopinus och familjen Lernaeopodidae. Inga underarter finns listade i Catalogue of Life.